# 昆塔·哈吉
昆塔·哈吉（1830年—1867年），車臣苏菲派中和平穆里德派领袖。他主张在高加索战争停止反俄国被称为車臣的甘地。
他年轻时在宗教学校读書，在1850年往麦加朝觐后成为哈吉，之后前往巴格达一带谒陵，成为主张不抵抗俄国的苏菲派信徒。他那派被称和平穆里德派，在北高加索很有影响力。后被俄国人抓住烏斯秋日納，37歲死在那里。